# لوکیانوفکا
لوکیانوفکا (به لاتین: Lukyanovka) یک منطقهٔ مسکونی در روسیه است که در استان آمور واقع شده‌است.